# Datorspelsåret 1986

## Händelser

### Februari
- Februari - Det japanska företaget Nintendo lanserar hemvideospelskonsolen "NES" över hela i USA, sedan den begränsade lanseringen på prov 1985 gått bra.

### Juni
- Juni - Sega Master System lanseras i USA.

### Augusti
- 15 augusti – EA släpper en prototyp av spelet Starflight, som säljer över en miljon exemplar.[1]

### September
- 1 september - Det japanska företaget Nintendo lanserar hemvideospelskonsolen NES i Sverige, där det ursprungligen kallas "Nintendi vodeispel".[2]

## Spel släppta år1986

### Arkadspel
- Bubble Bobble

### NES
- 21 februari: The Legend of Zelda lanseras i Japan.

### Fotnoter
1. ↑  Hoffamn, Erin (19 januari 2010). ”When the Stars Align”. The Escapist. Arkiverad från originalet den 9 december 2013. https://web.archive.org/web/20131209022129/http://www.escapistmagazine.com/articles/view/issues/issue_237/7041-When-the-Stars-Align. Läst 21 november 2012.
2. ↑  Christian Karlsson (10 april 2014). ”Nintendo Entertainment System”. Arkivet. Arkiverad från originalet den 22 februari 2014. https://web.archive.org/web/20140222060224/http://nintendowebben.se/arkivet/systeminformation/nintendo-entertainment-system.html. Läst 10 februari 2014.